# Patriarsze parafie w Kanadzie
Patriarsze parafie w Kanadzie (ros. Патриаршие приходы в Канаде) – struktura grupująca parafie prawosławne na terytorium Kanady podległe Rosyjskiemu Kościołowi Prawosławnemu. Główną świątynią administratury jest sobór św. Barbary w Edmonton, zaś zwierzchnikiem – biskup suroski Mateusz (Andriejew).

## Parafie
W skład struktury wchodzi 25 parafii:
- Parafia św. Barbary w Edmonton
- Parafia Opieki Matki Bożej w Ottawie
- Parafia św. Tichona w Toronto

### Dekanat Orthodox V
- Parafia Zmartwychwstania Pańskiego w Boyle
- Parafia Świętych Piotra i Pawła w Chahor
- Parafia św. Jana Chrzciciela w Chipman
- Parafia św. Jana Chrzciciela w Farusi
- Parafia św. Jakuba w Mundare
- Parafia Świętych Piotra i Pawła w North Star
- Parafia Świętych Piotra i Pawła w Redwater
- Parafia św. Dymitra w Serediaki
- Parafia Zaśnięcia Matki Bożej w Shiskovtzi
- Parafia Wniebowstąpienia Pańskiego w Skaro
- Parafia Trójcy Świętej w Spirit River
- Parafia Trójcy Świętej w Woking
- Parafia Trójcy Świętej w Wostok

### Dekanat Orthodox IX
- Parafia Świętych Piotra i Pawła w Bonnyville
- Parafia Wniebowstąpienia Pańskiego w Calmar
- Parafia św. Onufrego Wielkiego w Foam Lake
- Parafia św. Jana Chrzciciela w Horen
- Parafia Świętych Piotra i Pawła w Insinger
- Parafia Zaśnięcia Matki Bożej w MacNutt
- Parafia Narodzenia Matki Bożej w Nisku
- Parafia Trójcy Świętej w Thorsby
- Parafia św. Jana Chrzciciela w Vegreville